# New York Navy Yard

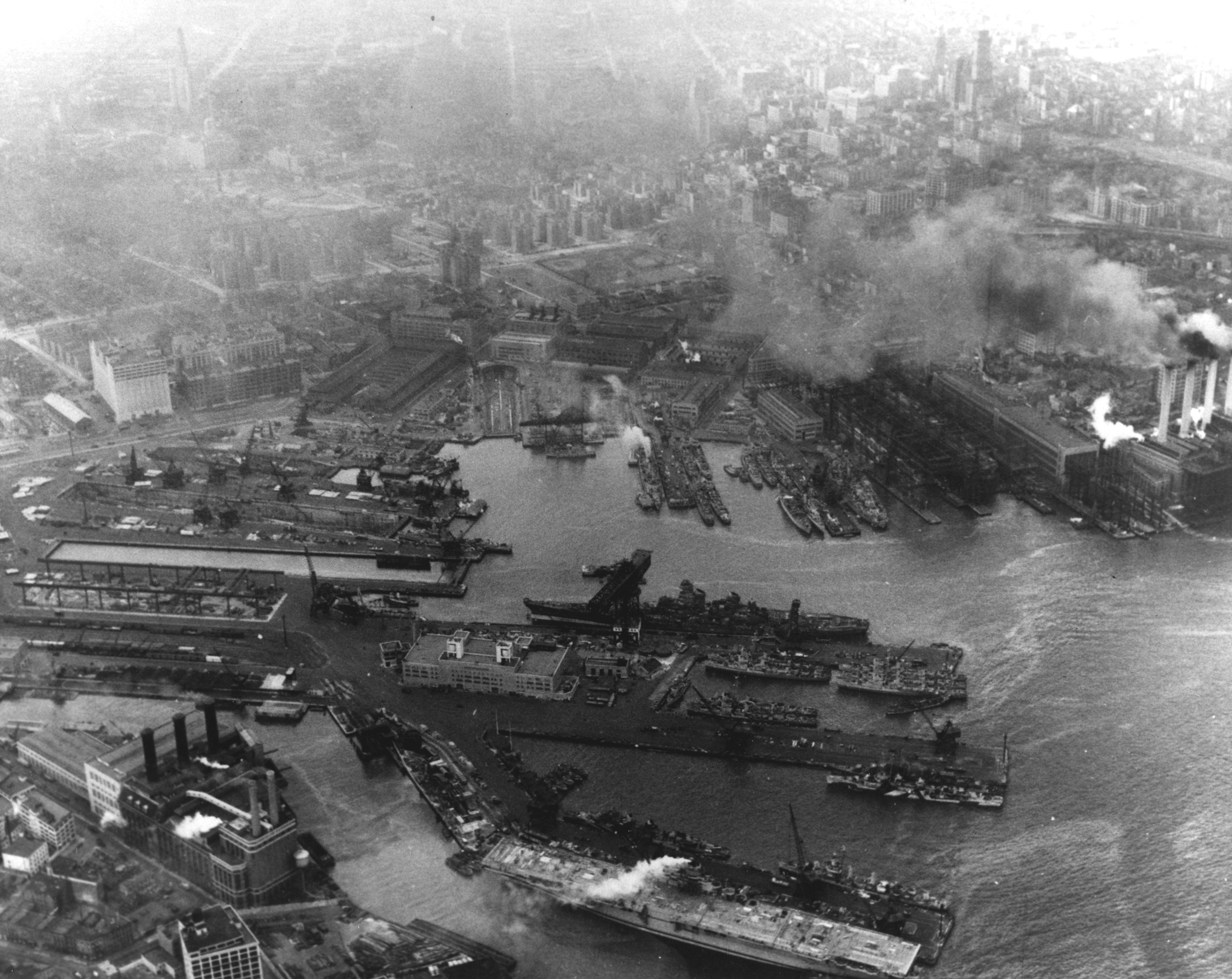
Panoramica del New York Navy Yard del 9 marzo 1944.

Il New York Navy Yard, o New York Naval Shipyard o ancora Brooklyn Navy Yard è stato un cantiere navale della città di New York nel borough di Brooklyn, a 2,7 km a nord di Battery Park, sulla riva orientale dell'East River.

## Storia
L'esistenza del cantiere risale alla rivoluzione americana e vi venivano realizzate navi mercantili, ma dal 1801 le autorità federali decisero di utilizzare lo stabilimento per la US Navy e da allora è diventato uno dei più attivi cantieri degli Stati Uniti d'America. Numerose unità vennero realizzate durante la guerra di secessione, per poi nel corso della seconda guerra mondiale arrivare ad impiegare 70 000 persone. Il cantiere è stato chiuso nel 1966.
Tra le navi realizzate nel cantiere le corazzate USS Iowa e USS Missouri della classe Iowa.
Fu presso questi cantieri che venne equipaggiata la motosilurante PT-109, al comando della quale l'allora (1943) sottotenente di vascello John Fitzgerald Kennedy (il futuro Presidente degli Stati Uniti d'America) combatté nel teatro di guerra del Pacifico durante la seconda guerra mondiale e il cui naufragio, provocato dallo speronamento del cacciatorpediniere giapponese Amagiri, diede a John Kennedy l'occasione di un comportamento eroico nel portare a salvamento i superstiti del suo equipaggio.